# Aníbal de Peña
Aníbal de Peña (* 11. Mai 1933 in Barahona; † 17. September 2023 in Plano, Texas) war ein dominikanischer Sänger, Pianist und Komponist.

## Leben
De Peña war Schüler von Fellito Martínez und komponierte sein erstes Lied im Alter von zwölf Jahren; als sein erstes professionelles Werk gilt Muchachita de mi Pueblo. Den Durchbruch als Musiker hatte er, als er bei einem Wettbewerb von La Voz Dominicana unter Leitung von Petán Trujillo den Zweiten Platz belegte. Er opponierte gegen die Diktatur Rafael Trujillos und kam deshalb ins Gefängnis.
Später wurde er als Sänger in seinem Heimatland, aber auch in Puerto Rico, Venezuela und den USA berühmt. Seine erste Platte Mi Debilidad (mit der B-Seite Tu No Tienes La Culpa) mit dem Geiger Aris Bueso wurde sofort ein großer Erfolg; Mi Debilidad wurde später u. a. auch von Blanca Rosa Gil, Felipe Pirela, Daniel Santos und Niní Cáffaro aufgenommen. 1966 veröffentlichte er beim Label Kubaney die LP Los Diplomaticos. Eine weitere LP nahm er mit Rafael Solano auf. Internationale Erfolge hatte er auch mit Titeln wie Déjame Beber, Virgen Negra, Muchachita de mi Pueblo und Egoísmo.
De Peña verfasste Text und Komposition der Hymne Constitucionalista an die Teilnehmer der Revolte vom April 1965, komponierte die Hymne der Partido Revolucionario Dominicano nach dem Text von José Francisco Peña Gómez und zum Zweiten Internationalen Gesangsfestival der Dominikanischen Republik das monumentale Stück Enriquillo. Er wurde mit dem Orden al Mérito de Duarte, Sánchez y Mella, der höchsten Auszeichnung der dominikanischen Regierung, geehrt.
Er verstarb am 17. September 2023 in Texas.